# 瓜因贝
瓜因贝是巴西圣保罗州的一个市镇。总面积217.448平方公里，总人口5258人，人口密度24.2人/平方公里。